# Harmony Rose

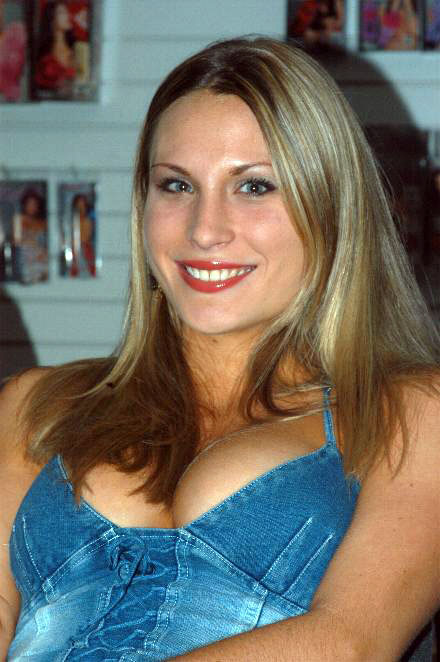
Harmony Rose (2004)

Harmony Rose, auch nur Harmony, bürgerlich Tracy Rolan (* 12. Oktober 1983 in Miami, Florida, USA) ist eine ehemalige US-amerikanische Pornodarstellerin. Sie hatte auch eine Spielfilmrolle in Decadent Evil.

## Leben
Bevor Harmony Rose ihre Karriere begann, arbeitete sie mit ihrer besten Freundin Tory Lane bei Hooters. Sie hat Tory Lane auch ins Pornogeschäft gebracht. Im Jahr 2004 drehte sie ihre ersten Pornofilme. Laut IAFD war sie in 400 Filmen aktiv. 2005 spielte sie eine Rolle im Horrorfilm Decadent Evil von Charles Band.
Auch auf Internetseiten ist sie zahlreich vertreten und hat z. B. bei Brazzers 12 Szenen und bei Hustler 13 Szenen. Sie ist besonders für ihre zahlreichen Anal-Szenen bekannt.
Der lesbische Film The Violation of Harmony trägt ihren Namen. Im Film Claudia hat sie auch Regie geführt. Der Film POV Pervert 5, in dem sie eine Hauptrolle hatte, wurde mit dem XRCO Award als Best POV Release ausgezeichnet.
Am 18. Juli 2006 hatte sie einen Auftritt in der Howard Stern Show zusammen mit Sandra Romain. Insgesamt war sie dreimal in der Show.
Rose war bisher dreimal für den AVN Award nominiert. Weitere Aliases von ihr sind Bethany und Harmony Starr. Besonderes Merkmal ihrer Karriere war der hohe Anteil an sog. Creampie Szenen. Mit mehr als siebzig solcher Szenen ist Harmony Rose Rekordhalterin der amerikanischen Pornoindustrie.

## Filmografie (Auswahl)
- 2004: Jack’s Teen America 3
- 2005–2009: Suck It Dry 1, 7
- 2005: Jack’s Playground 22
- 2005: Decadent Evil (Spielfilm)
- 2006: Big Wet Asses 9
- 2007: Jana Cova: Erotique
- 2007: Breast Seller 2
- 2007: Evil Anal 2
- 2007: Diary of a Nanny 3
- 2008: The Violation of… Harmony
- 2008: Belladonna: No Warning 4
- 2009: Rocco: Animal Trainer 29
- 2010: Anal Frenzy

## Auszeichnungen
- 2009: AVN-Award-Nominierung – Best Double Penetration Sex Scene – Fuck Me: Rebeca Linares
- 2010: AVN-Award-Nominierung - Best All-Girl Group Sex Scene - The Violation of Harmony
- 2010: AVN-Award-Nominierung - Best All-Girl Group Sex Scene - Big Toy Orgy